# Bellechasse
Bellechasse är en sekundärkommun (municipalité régionale de comté) i Québec i Kanada. Den ligger i regionen Chaudière-Appalaches, i den sydöstra delen av landet, 400 km öster om huvudstaden Ottawa. Antalet invånare var 38 000 vid folkräkningen 2021.

## Primärkommuner
Bellechasse består av 20 primärkommuner:
- Armagh
- Beaumont
- Honfleur
- La Durantaye
- Notre-Dame-Auxiliatrice-de-Buckland
- Saint-Anselme
- Saint-Charles-de-Bellechasse
- Saint-Damien-de-Buckland
- Sainte-Claire
- Saint-Gervais
- Saint-Henri
- Saint-Lazare-de-Bellechasse
- Saint-Léon-de-Standon
- Saint-Malachie
- Saint-Michel-de-Bellechasse
- Saint-Nazaire-de-Dorchester
- Saint-Nérée-de-Bellechasse
- Saint-Philémon
- Saint-Raphaël
- Saint-Vallier